# Marliac
Marliac (em occitano:  Marlhac) é uma comuna francesa na região administrativa da Occitânia, no departamento do Alto Garona. Estende-se por uma área de 7.2 km², com 142 habitantes, segundo o censo de 2018, com uma densidade de 20 hab/km².